# Movimiento Popular Perú
El Movimiento Popular Perú (MPP) es un organismo generado de ideología Marxista-Leninista-Maoísta-Pensamiento Gonzalo formado por miembros de Sendero Luminoso y el Ejército Guerrillero Popular en el extranjero para difundir propaganda, fue fundada en Malmö, Suecia por Javier Esparza (concuñado de Abimael Guzmán), posteriormente se expandió a otros países como Noruega, España y Estados Unidos.

## Acciones
La principal acción del MPP fue distribuir material y propaganda comunista de Pensamiento Gonzalo en el extranjero. Un ejemplo de ello son las Canciones de las Luminosas Trincheras de Combate álbum publicado en el año de 1999 hecho por Presos seguidores de Sendero Luminoso, publicado y distribuido por el MPP, así como afiches en apoyo a Abimael Guzmán, la Guerra popular y Sendero Luminoso.
También una de las acciones del MPP fue protestar ante la captura de Abimael Guzmán y defender su vida repartiendo folletos y realizando protestas

## Sol Rojo
La revista Sol Rojo es la revista fundada por adherentes de sendero en Dinamarca originalmente como "Círculo de Estudios Sol Rojo" en los años de 1990, y actualmente se dedican a editar junto al MPP esta revista.

## Galería

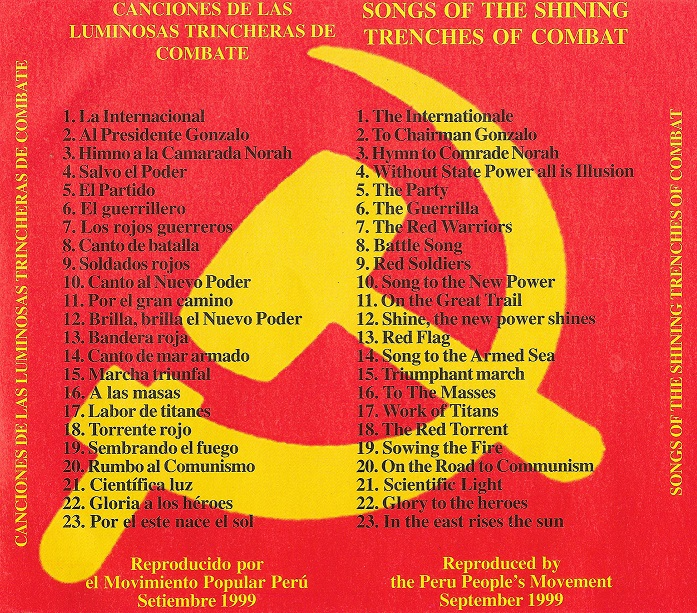
Reverso del álbum de las Canciones de las Luminosas Trincheras De Combate
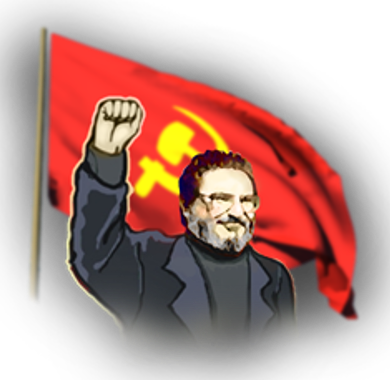
Emblema del Ejército Guerrillero Popular